# Sant Jaume (Arsèguel)
Sant Jaume és una serra situada entre els municipis d'Arsèguel i del Pont de Bar a la comarca de l'Alt Urgell, amb una elevació màxima de 1.552 metres.